# 2018 en Belgique
Chronologie de la Belgique
- 2014
- 2015
- 2016
- 2017
- 2018
- 2019
- 2020
- 2021
- 2022

Cette page concerne des événements qui se sont produits durant l'année 2018 du calendrier grégorien en Belgique.

## Chronologie

### Janvier
- 13 janvier : élection de Miss Belgique 2018 à La Panne.

### Février
- 16 février : révélation d'un scandale touchant l'ASBL Gial, gestionnaire du parc informatique de Bruxelles[1].

### Mars
- 6 mars :
  - Zalando renonce à installer un centre logistique à Élouges (Dour) au profit des Pays-Bas[2]. Le centre installé à Bleiswijk aura une superficie de 140 000 m2 et créera 1 500 emplois[3].
  - Révélation de l'affaire Veviba, un scandale alimentaire impliquant un abattoir situé à Bastogne[4].

### Mai
- 29 mai : une attaque terroriste à Liège fait trois morts.

### Octobre
- 10 octobre : révélation du « footballgate », un scandale concernant le football belge[5].
- 14 octobre : élections communales et provinciales

### Novembre
- 15 novembre : lancement officiel du DAB+ dans les régions de Wallonie et de Bruxelles[6].
- 16 novembre : début du mouvement des Gilets jaunes.
- 20 novembre : attentat du 20 novembre 2018 à Bruxelles. Un policier est blessé et l'agresseur est blessé par balle par la police.

### Décembre
- 2 décembre : plus de 65 000 personnes défilent dans les rues de Bruxelles à l'occasion de la Marche pour le Climat (Claim the Climate)[7].
- 9 décembre : les ministres et secrétaires d'État nationalistes flamands du gouvernement Michel remettent leur démission, à la suite du désaccord sur la signature du Pacte mondial sur les migrations[8].
- 18 décembre : le Premier ministre, Charles Michel, remet sa démission au Roi[9].
- 21 décembre : le Roi accepte la démission de Charles Michel. Le gouvernement fédéral, minoritaire, est en affaires courantes jusqu'aux élections du 26 mai prochain[10].
- 31 décembre : La RTBF arrête d'utiliser les ondes moyennes pour la diffusion de ses programmes[11].

## Culture

### Cinéma
- 8e cérémonie des Magritte du cinéma
- 9e cérémonie des Ensors
- 33e édition du Festival international du film francophone de Namur

### Littérature
- Prix Rossel : Adeline Dieudonné, La vraie vie (éditions L'Iconoclaste)[12].

### Musique
- Concours musical international Reine Élisabeth de Belgique 2018 (chant)

## Sciences
- Prix Francqui : Frank Verstraete (en) (physique quantique, UGent)[13].

## Décès
- 10 janvier : Henri Kulbertus, médecin (° 16 septembre 1938).
- 12 janvier : Léon Ritzen, footballeur (° 17 janvier 1939).
- 18 janvier : Luc Beyer de Ryke, journaliste et homme politique (° 9 septembre 1933).
- 26 janvier : Alfred Léonard, homme politique (° 19 décembre 1940).
- 4 février : Nat Neujean, sculpteur (° 5 janvier 1923).
- 8 février : Paul Danblon, journaliste (° 25 juillet 1931).
- 10 février : Walter Boucquet, coureur cycliste (° 11 mai 1941).
- 12 février :
  - Jef Geys, artiste (° 29 mai 1934).
  - Monique Van Tichelen, femme politique (° 15 juin 1930).
- 22 février : Nadine Salembier, femme d'affaires (° 1er avril 1932).
- 28 février :
  - Amand Dalem, homme politique (° 5 juin 1938).
  - Lilyan Kesteloot, africaniste (° 1931).
- 5 mars : Staf Knop, journaliste et écrivain (° 20 octobre 1921).
- 13 mars : Hans De Belder (nl), diplomate et homme politique (° 10 janvier 1938).
- 16 mars : Fernand Colleye, journaliste (° 20 janvier 1927).
- 21 mars : Willy Cortois, homme politique (° 27 février 1941).
- 25 mars : Marc Santens (nl), homme d'affaires (° 29 juillet 1926).
- 28 mars : Eugène Van Roosbroeck, coureur cycliste (° 13 mai 1928).
- 31 mars : Frank Aendenboom, acteur (° 24 octobre 1941).
- 2 avril : André Goffeau, ingénieur agronome (° 26 janvier 1935).
- 5 avril : Raymonda Vergauwen, nageuse (° 15 mars 1928).
- 7 avril : André Grosjean (nl), homme politique (° 3 août 1932).
- 8 avril :
  - Michael Goolaerts, coureur cycliste (° 24 juillet 1994), mort à Lille (France).
  - Michel Van Dessel (nl), homme politique (° 28 septembre 1927).
- 17 avril : Gérard Desanghere, footballeur (° 16 novembre 1947).
- 6 mai : Eric Geboers, pilote de motocross (° 2 août 1962).
- 7 mai : Maurane, chanteuse (° 12 novembre 1960).
- 14 mai : William Vance, auteur de bande dessinée (° 8 septembre 1935).
- 24 mai : Jacky Buchmann, homme politique (° 5 mars 1932).
- 15 juin : Raoul Van Caenegem, professeur d'université, historien et médiéviste (° 14 juillet 1927).
- 21 juin : Édouard-Jean Empain, homme d'affaires (° 7 octobre 1937).
- 26 juin : Henri Diricx, footballeur (° 7 juillet 1927).
- 9 juillet : Michel Tromont, homme politique (° 24 juin 1937).
- 12 juillet : Pierre Romeijer, chef cuisinier (° 28 juin 1930).
- 21 juillet : Jacques Wirtz (nl), architecte paysagiste (° 31 décembre 1924).
- 22 juillet : Antoon Lust (nl), avocat (° 19 mars 1944), mort à Albufeira (Portugal).
- 25 juillet : Rudi Thomaes (nl), homme d'affaires (° 21 août 1952).

- 16 août : Marc Verstraete, professeur d'université et médecin (° 1er avril 1925).
- 19 août : Ghislain Van Royen (nl), écrivain (° 29 décembre 1916).
- 2 septembre : Gérard Fourez, prêtre jésuite et théologien (° 16 janvier 1937).
- 6 septembre : Édouard Aidans, dessinateur de bandes dessinées (° 13 août 1930).
- 14 septembre : Jean Barzin, homme politique (° 12 février 1947).
- 18 septembre : Piotr Lachert, compositeur et pianiste (° 5 septembre 1938).
- 22 septembre : Serge Larivière, acteur (° 12 décembre 1957).
- 5 octobre : Jimmy Duquennoy, coureur cycliste (° 9 juin 1995).
- 26 octobre : Roger De Breuker, coureur cycliste (° 13 juillet 1940).
- 8 novembre : John Van Rymenant, musicien (° 20 août 1942).

- 9 novembre :
  - Robert Urbain, homme politique (° 24 novembre 1930).
  - Roland Mahauden, acteur, réalisateur et metteur en scène (° 21 octobre 1942).
- 10 novembre : Marc Wilmet, linguiste (° 28 août 1938).
- 19 novembre : Alfred Evers, homme politique (° 13 mai 1935).
- 26 novembre : Luc Deflo, dramaturge, scénariste et romancier (° 27 février 1958).
- 29 novembre : Élisa Brune, femme de lettres et journaliste (° 15 juillet 1966).
- 3 décembre : Albert Frère, homme d'affaires (° 4 février 1926).
- 7 décembre : Désirée Viola (nl), actrice (° 5 janvier 1992).
- 14 décembre : Jean-Pierre Van Rossem, homme politique et homme d'affaires (° 29 mai 1945).
- 15 décembre : Philippe Moureaux, homme politique (° 12 avril 1939).
- 22 décembre :
  - Jean Bourgain, mathématicien (° 28 février 1954).
  - Willy Taminiaux, homme politique (° 17 décembre 1939).

## Statistiques
- Population totale au 1er janvier 2018 : 11 358 357 habitants[14].